# Lüttich–Bastogne–Lüttich 1978
Lüttich-Bastogne-Lüttich 1978 war die 64. Austragung von Lüttich–Bastogne–Lüttich, eines eintägigen Straßenradrennens. Es wurde am 23. April 1978 über eine Distanz von 241,7 km ausgetragen.
Sieger des Rennens wurde Joseph Bruyère vor Dietrich Thurau und Francesco Moser.

## Teilnehmende Mannschaften
| Profi-Radsportteams (15)- C&A - IJsboerke-Gios - Sanson-Campagnolo - Peugeot-Esso-Michelin - Marc Zeepcentrale-Superia - TI-Raleigh-McGregor - Scic-Bottecchia - Flandria-Velda-Lano - Willora-Piz Buin - Fiorella-Mocassini-Citroën - Old Lord's-Splendor - Mini-Flat–Boule d'Or–Colnago - Avia-Groene Leeuw - Jet Star Jeans - Zoppas-Zeus-Ruch'Or |
| |

## Ergebnis
| Rang | Fahrer                   | Team                      | Zeit       |
| ---- | ------------------------ | ------------------------- | ---------- |
| 1    | Joseph Bruyère           | C&A                       | 6h 37' 42" |
| 2    | Dietrich Thurau          | IJsboerke–Colnago         | + 1' 35"   |
| 3    | Francesco Moser          | Sanson-Campagnolo         | gl. Zeit   |
| 4    | Michel Laurent           | Peugeot-Esso-Michelin     | gl. Zeit   |
| 5    | Herman Van Springel      | Marc Zeepcentrale-Superia | gl. Zeit   |
| 6    | Hennie Kuiper            | TI-Raleigh                | gl. Zeit   |
| 7    | Gianbattista Baronchelli | SCIC-Bottecchia           | + 2' 05"   |
| 8    | Yves Hézard              | Peugeot-Esso-Michelin     | gl. Zeit   |
| 9    | Freddy Maertens          | Flandria-Velda-Lano       | + 4' 18"   |
| 10   | Ludo Peeters             | IJsboerke-Colnago         | gl. Zeit   |